# Wilhelm His, Jr.
Wilhelm His, Jr. (29 de dezembro de 1863 – 10 de novembro de 1934) foi um cardiologista e anatomista suíço. Em 1893, ele descobriu o feixe de His, um tecido especializado excito-condutor do coração, o qual transmite os impulsos elétricos pelo miocárdio, auxiliando assim a sincronizar sua contração.  Anos mais tarde, já como professor da Universidade de Berlim, His foi um dos primeiros a reconhecer que "o batimento cardíaco tem sua origem nas células individualizadas do miocárdio."  A febre das trincheiras é também conhecida como doença de Werner-His (ou simplesmente doença de His) em sua homenagem.
Wilhelm His, Jr. era filho do anatomista Wilhelm His, Sr.